# Баритаж
Барита́ж, баритова́ние — процесс нанесения раствора задубленной желатины, содержащего сульфат бария (барит), на бумажную основу.
Производится перед поливом фотографической эмульсии при производстве фотобумаги.
После высыхания образуется подслой толщиной около 0,03 мм, предназначенный для того, чтобы:
- препятствовать проникновению светочувствительной эмульсии в подложку;
- обеспечивать лучшее сцепление светочувстиельной эмульсии с подложкой;
- защищать светочувствительный слой от вредного воздействия имеющихся в бумажной подложке частиц (например, металлов);
- увеличивать коэффициент отражения света от белых участков фотоснимка.